# Журавский, Евгений Максимович
Евгений Максимович  Журавский (27.05.1920 — 19.04.1996) — советский военный химик, генерал-лейтенант, лауреат Ленинской премии.

## Биография
Родился в с. Положан Киевской губернии.
Окончил (с отличием) факультет химического машиностроения Киевского политехнического института.
После начала Великой Отечественной войны направлен в Военную академию химической защиты, которую окончил в 1942 г. и был оставлен на преподавательской работе. С 1944 г. в действующей армии, дважды ранен.
После войны на научной работе в НИИ химических войск (ЦНИИ химических войск МО, 33 ЦНИИ МО) (пос. Шиханы Саратовской области, затем Москва).
В 1972—1987 гг. председатель НТК (Научно-технического комитета) химических войск.
В 1986 году Управлением начальника войск радиационной, химической и биологической защиты трижды направлялся в командировки в Чернобыль: в июне — 5 дней, в июле — 5 дней, в декабре — 4 дня. Занимался анализом радиационной обстановки, созданием и испытанием робототехнического комплекса для сбора высокоактивных осколков реактора на крыше и в окрестностях четвертого блока.
В 1987 г. в звании генерал-лейтенанта уволен из армии по возрасту и состоянию здоровья. До 1995 г. старший научный сотрудник Института геохимии и аналитической химии им. В. И. Вернадского АН СССР.
Умер в госпитале им. Н. Н. Бурденко 19 апреля 1996 г.
Разработчик отравляющих химических веществ.
Лауреат Ленинской премии 1974 г. (закрытой частью постановления) — за создание советского V-газа. Награждён орденами Ленина, Трудового Красного Знамени, другими орденами и медалями СССР и стран Варшавского договора.
Жена — Елена Алексеевна Журавская. Дети:
- Журавская Наталия Евгеньевна, научный сотрудник в НИИ.
- Журавский Алексей Евгеньевич, кандидат технических наук.
- Журавский Виктор Евгеньевич, преподаватель Академии химической защиты.